# NGC 1569
NGC 1569 é uma galáxia irregular localizada a mais de sete milhões de anos-luz (2,14 megaparsecs) de distância na direção da constelação de Camelopardalis. Possui uma magnitude aparente de +11,2, uma declinação de +64° 50' 51" e uma ascensão reta de 4 horas, 30 minutos e 49,2 segundos. Esta galáxia sofre uma intensa atividade de formação estelar que teve seu auge há 25 milhões de anos.
A galáxia NGC 1569 foi descoberta em 4 de Novembro de 1788 por William Herschel. Pelo fato de essa ser uma galáxia pequena, exercer pouca gravidade e estar ligeiramente afastada ainda não se sabe se essa galáxia pertence ao Grupo Local de galáxias.
Visto o seu pequeno tamanho, a galáxia NGC 1569 é considerada uma galáxia anã.